# Nicole Maisch

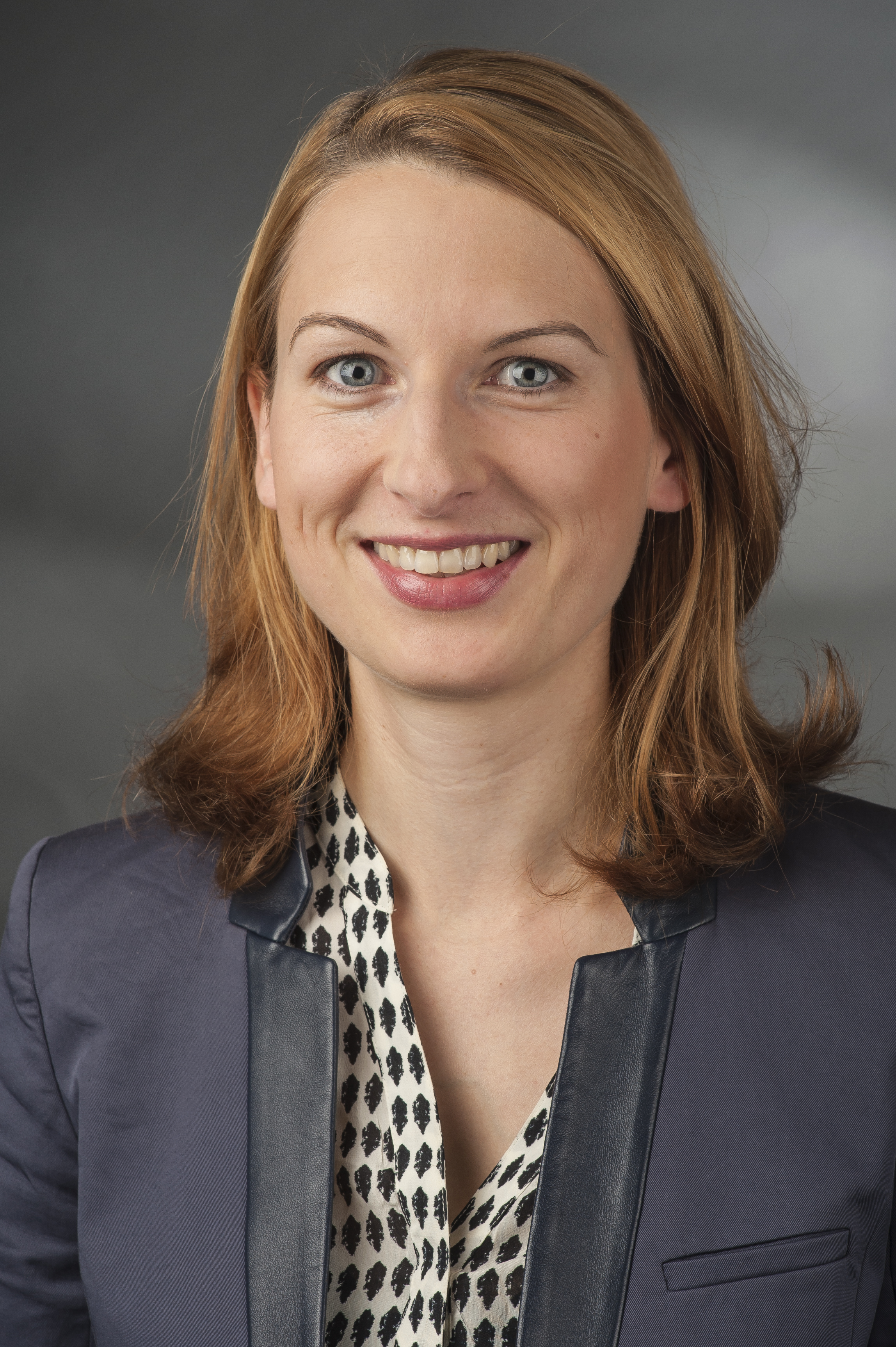
Nicole Maisch (2014)

Nicole Maisch (* 20. April 1981 in Hanau) ist eine deutsche Politikerin (Bündnis 90/Die Grünen). Sie war vom 20. Februar 2007 bis zum 23. Oktober 2017 Mitglied des Deutschen Bundestages.

## Leben und Beruf
Nach dem Abitur 2000 am Franziskaner-Gymnasium Kreuzburg in Großkrotzenburg absolvierte sie ein Studium der Politikwissenschaft, Soziologie, Anglistik und Medienwissenschaft an der Universität Trier und der Universität Kassel, welches sie 2006 als Magister artium (M.A.) beendete. Von 2004 bis 2005 war sie Wahlkreisreferentin der Bundestagsabgeordneten Antje Vollmer und von 2005 bis 2007 der hessischen Landtagsabgeordneten Sigrid Erfurth.

## Partei
Nicole Maisch trat 2003 in die Grüne Jugend und die Partei Bündnis 90/Die Grünen ein und war von April 2004 bis Juni 2007 Vorsitzende der Grünen Jugend Hessen. Von September 2007 bis Dezember 2011 war Maisch Mitglied im Landesvorstand von Bündnis 90/Die Grünen Hessen sowie dessen frauenpolitische Sprecherin.

## Öffentliche Ämter
Von April 2006 bis Juni 2007 gehörte sie der Stadtverordnetenversammlung von Kassel an. Zusätzlich ist Nicole Maisch seit April 2007 Mitglied der Regionalen Planungsversammlung in Nordhessen.
Seit dem 1. Juni 2022 ist Maisch Stadträtin für das Dezernat V (Schule, Gesundheit) der Stadt Kassel.

## Abgeordnete
Am 20. Februar 2007 rückte sie über die Landesliste Hessen für den ausgeschiedenen Abgeordneten Matthias Berninger in den Bundestag nach und war bis 2017 Mitglied des Deutschen Bundestages. 2016 kündigte sie an, in der kommenden Legislaturperiode nicht mehr bei der Bundestagswahl anzutreten.
Im Bundestag war Nicole Maisch Sprecherin für Verbraucherpolitik und Tierschutz der Fraktion Bündnis 90/Die Grünen. Sie war Ordentliches Mitglied im Ausschuss für Ernährung und Landwirtschaft und dessen Obfrau ihrer Fraktion, sowie des Ausschusses für Recht und Verbraucherschutz.